# Il buio oltre la siepe (romanzo)
Il buio oltre la siepe (To Kill a Mockingbird) è un romanzo della scrittrice statunitense Harper Lee.
Pubblicato nel 1960, ebbe un immediato successo di pubblico e critica, e nel 1961 vinse il premio Pulitzer per la narrativa. La trama è in parte basata sul caso degli Scottsboro Boys, un gruppo di adolescenti afroamericani accusati ingiustamente di stupro.
La figura di Dill Harris concepita da Lee è basata sul suo amico Truman Capote, che fu proprio colui che la spinse a scrivere il libro, sentendo di continuo la sua amica raccontare della sua infanzia ricca di spunti letterari.

## Trama
La storia si svolge nella cittadina fittizia di Maycomb, in Alabama, nell'arco di tre anni, dal 1933 al 1935. Jean Louise, detta "Scout", e Jeremy ("Jem") Finch sono due ragazzini orfani di madre. Il padre Atticus è un avvocato che, nonostante il poco tempo concessogli dalla sua professione, si occupa con grande sensibilità e affetto dell'educazione dei figli, col solo sostegno della brava domestica di nome Calpurnia. Scout ha sei anni e in estate si lancia in giochi avventurosi con Jem, più grande di quattro anni, e con l'amico Dill, di sette anni. Abituati a inventare personaggi ispirati alle vicende dei loro romanzi di avventura preferiti, i tre sono attratti dalla misteriosa presenza del vicino di casa Arthur Radley, detto "Boo": questo in passato era stato membro di un gruppo di giovinastri, e, per evitargli il riformatorio, il padre lo ha segregato in casa.
La tranquillità della cittadina è sconvolta da una grave vicenda: il bracciante nero Tom Robinson viene ingiustamente accusato di violenza sessuale nei confronti di una ragazza bianca (Mayella Ewell), e Atticus, incaricato dal giudice Taylor di difenderlo, mette in evidenza l'assenza di prove a carico dell'imputato e avvalora la sua innocenza dimostrando in modo inconfutabile che le percosse subite dalla giovane, nonché la stessa violenza, sono opera del crudele e ignorante padre Bob Ewell. La giuria condanna ugualmente Tom, che viene incarcerato. Scout e Jem assistono all'intero processo dalla balconata riservata ai neri, ospiti del loro pastore. La maggioranza degli abitanti di Maycomb disprezza Atticus, che viene definito "negrofilo", anche per aver permesso ai suoi figli di mescolarsi al pubblico nero durante il processo. Atticus è convinto che ci siano buone possibilità di ribaltare la condanna col ricorso in appello, ma Tom è stanco e sfiduciato, perciò durante l'ora d'aria tenta la fuga e viene ucciso a fucilate dalle guardie, come un povero uccellino indifeso.
Bob Ewell continua a nutrire nei confronti di Atticus un terribile odio che lo spinge addirittura a cercare di uccidere Jem e Scout mentre stanno rincasando una sera al ritorno dalla festa di Halloween. I bambini vengono salvati da Boo, che per anni li aveva osservati in silenzio dall'interno della sua abitazione considerandoli forse i suoi unici amici; per aiutare i ragazzi, Boo è costretto a uccidere Ewell. Lo sceriffo se ne rende conto ma, per evitare allo psicolabile Boo la pressione psicologica del processo e la pubblica gogna, decide di archiviare il caso come un incidente.

## Titolo
Il titolo italiano è una metafora ripresa da uno dei passi del libro in cui si parla di Boo Radley, il vicino, che Jem e Scout non hanno mai visto e che temono solo perché non lo conoscono: oltre la siepe che separa la casa dei Radley dalla strada c'è qualcosa che non conoscono. Il "buio oltre la siepe" rappresenta l'ignoto e la paura che genera il pregiudizio.
Nel testo ci sono numerosi riferimenti al titolo originale To Kill a Mockingbird (uccidere un tordo), ovvero un'azione crudele e immotivata. Il mockingbird è il tordo beffeggiatore (Mimus polyglottos), un piccolo volatile diffuso negli USA, ma non presente in Italia (in alcune edizioni italiane perciò è tradotto come passero o usignolo), così chiamato per la capacità di imitare il canto di altri uccelli.

## Personaggi principali
Scout Finch: la narratrice e protagonista della storia. Scout, una ragazza intelligente e coraggiosa, vive a Maycomb con il padre Atticus, il fratello Jem e la loro cuoca Calpurnia. La sua fiducia nella bontà della società viene messa alla prova durante il processo di Tom Robinson. Alla fine sviluppa una visione che le fa apprezzare la bontà delle persone senza ignorarne la malvagità.
Atticus Finch: il padre di Scout e Jem, avvocato a Maycomb. È un vedovo dotato di umorismo asciutto e di un forte senso della morale e della giustizia, impegnato nella lotta per l'uguaglianza razziale. Difendendo Tom Robinson, un uomo nero, espone la sua famiglia all'ira della società.
Jem Finch: il fratello di Scout e suo migliore amico, quattro anni più grande di lei. I suoi ideali vengono scossi dall'ingiustizia che osserva durante il processo di Tom Robinson mentre entra nell'adolescenza.
Arthur Radley, detto Boo: un recluso che non esce mai di casa. Lascia piccoli regali per i bambini e li protegge. 
Calpurnia: la cuoca nera della famiglia Finch. Severa e disciplinata, funge da ponte tra il mondo bianco dei bambini e la sua comunità nera.
Bob Ewell: un membro alcolizzato di una delle famiglie più povere di Maycomb. Rappresenta l'ignoranza e i pregiudizi razziali facendo false accuse contro Tom Robinson.
Charles Baker Harris, detto Dill: il vicino estivo e amico di Jem e Scout. Un ragazzo fantasioso, affascinato da Boo Radley.
Miss Maudie Atkinson: la vicina dei Finch, una vedova dalla lingua affilata, vecchia amica della famiglia. Condivide la passione di Atticus per la giustizia ed è una grande amica dei bambini.
Zia Alexandra: la sorella di Atticus, affezionata alla famiglia. È fermamente legata alle tradizioni del Sud, il che la porta spesso a conflitti con Scout.
Mayella Ewell: la figlia maltrattata, solitaria e infelice di Bob Ewell. Anche se la sua situazione suscita compassione, la sua accusa contro Tom Robinson la rende imperdonabile.

## Le tematiche

### La provincia americana
La vita della provincia americana con le sue abitudini e i suoi pregiudizi. Le relazioni tra gli adulti, diversi per ceto sociale e per razza. 

### I rapporti familiari
I rapporti  familiari: il padre, il fratello, la zia e la fedele governante.

### L'educazione
I giochi dell’infanzia, la vita scolastica, la crescita, il passaggio dall’infanzia all’adolescenza.

### La paura del "diverso"
I bambini condividono i pregiudizi della gente nei confronti di Arthur:
Cercano però di entrare in contatto con lui per dimostrare il proprio coraggio. Al contrario di quello che si crede, Boo è una persona timida e mite che  si affeziona molto a Scout e Jem pur non conoscendoli direttamente e talvolta lascia in una cavità della quercia, che si trova davanti al suo giardino, dei regalini per loro:

### La tolleranza
Vi è anche il tema, più volte richiamato, della tolleranza, che dovrebbe sempre ispirare i rapporti umani, attraverso lo sforzo costante a guardare le cose anche dalla prospettiva dell'altro.

### Il razzismo
Il romanzo tocca il tema scottante del razzismo negli Stati Uniti degli anni trenta. Nel periodo in cui è ambientato il romanzo sussistevano sentimenti di odio nei confronti dei neri, specialmente negli stati del sud, e all'epoca della pubblicazione del libro era ancora in atto la segregazione razziale.
Il libro tratteggia i diversi comportamenti dei vari personaggi riguardo all'integrazione delle comunità: alcuni sostengono la segregazione (come Bob Ewell), altri vogliono superarla (tra questi Atticus Finch), altri ancora presentano atteggiamenti contraddittori (come la signorina Gates, la maestra di Scout, che - pur odiando Adolf Hitler - non crede nell'uguaglianza sociale tra bianchi e neri). Anche i giurati, che non riconoscono l'evidente innocenza di Tom Robinson in una visione distorta della realtà, si dimostrano vittime del pregiudizio razziale.

## Struttura narrativa
Tutto è raccontato dal narratore interno (Scout) attraverso un lungo procedimento di analessi. 
Incipit: il romanzo inizia col proposito di Scout di raccontare come il fratello Jem si ruppe il braccio (solo alla fine si saprà che la frattura gli era stata causata da Bob Ewell nel tentativo di ucciderlo) e intanto si dipana tutta la storia:
Conclusione: nell’ultimo capitolo, come se venisse riavvolta la pellicola di un film,  viene fornito un breve sommario su quanto accaduto: 
Era ancora estate, e i bambini si avvicinavano. Un ragazzo avanzava lungo il marciapiede tirandosi dietro una canna da pesca.
Un uomo lo aspettava, con le mani sui fianchi. Estate, e i suoi bambini giocavano in giardino col loro amichetto, recitando uno strano piccolo dramma di loro invenzione. Era autunno, e i suoi bambini giravano l'angolo trottando avanti e indietro, sul volto le pene e i trionfi della giornata. Si
fermavano davanti a una quercia, incantati, perplessi, impensieriti. Inverno, e i suoi bambini battevano i denti davanti al cancello, stagliati contro una casa in fiamme. Estate, e l'uomo vedeva spezzarsi il cuore ai suoi bambini. Di nuovo autunno... e i bimbi di Boo avevano bisogno di lui.»

## Adattamento cinematografico
Nel 1962 fu tratto dal romanzo l'omonimo film diretto da Robert Mulligan con Gregory Peck. Il film ricevette otto nomination al premio Oscar e ne vinse tre.

## Edizioni italiane
- Il buio oltre la siepe, traduzione di Amalia D'Agostino Schanzer, 1ª ed., Milano, Feltrinelli, 1962,  p. 410. ISBN non esistente
- Il buio oltre la siepe, traduzione di Amalia D'Agostino Schanzer, 1ª ed., Milano, Garzanti, 1962,  p. 334. ISBN non esistente
- Il buio oltre la siepe, Feltrinelli, 2013, ISBN 978-88-07-88155-8.
- Il buio oltre la siepe, traduzione di Vincenzo Mantovani, Collana I Narratori, Milano, Feltrinelli, 2017, ISBN 978-88-07-03219-6.